# 4 janvier 1985
Le vendredi 4 janvier 1985 est le 4e jour de l'année 1985.

## Naissances
- Al Jefferson, joueur de basket-ball américain
- Antar Zerguelaïne, athlète algérien
- Eric Weddle, joueur américain de football américain
- Fernando Rees, pilote automobile brésilien
- Gökhan Gönül, footballeur turc
- Grygoriy Yarmash, joueur de football ukrainien
- James T. White, entrepreneur et écrivain canadien
- Jean-Louis Akpa Akpro, footballeur français
- Jesse Gimblett, joueur professionnel canadien de hockey sur glace
- Jonas Borring, joueur de football danois
- Jung Sung-ryong, joueur de football sud-coréen
- Kari Aalvik Grimsbø, handballeuse norvégienne
- Lenora Crichlow, actrice britannique
- Leo Mansell, coureur britannique
- Lionel Wiotte, joueur de hockey sur glace français
- Meaghan Mikkelson, joueuse de hockey sur glace canadienne
- Peter Franquart, footballeur français
- Réver Humberto Araújo Alves, joueur de football brésilien
- Robbie Dixon, skieur alpin canadien
- Roman Danilov, joueur russe de volley-ball
- Ross Turnbull, footballeur anglais
- Scott Sizemore, joueur de baseball américain
- Sid Ali Yahia Chrif, joueur de football algérien
- Jocksy Ondo-Louemba, journaliste et écrivain gabonais
- Sopiko Khoukhachvili, joueuse d'échecs géorgienne
- Stéphanie Dechand, sportive française pratiquant l'aviron
- Thiago Quirino da Silva, joueur de football brésilien

## Décès
- Brian Horrocks (né le 7 septembre 1895), général britannique
- François Desgrées du Loû (né le 26 juin 1909), journaliste français
- Kakuei Kin (né le 14 septembre 1938), écrivain japonais
- Louis Raimbourg (né le 31 octobre 1900), athlète français
- Lovro von Matačić (né le 14 février 1899), chef d'orchestre

## Événements
- Première en France du téléfilm Châteauvallon
- Début de la série Tonnerre mécanique